# Helion Vargas
Helion Vargas (Paracatu, 5 de junho de 1934 — Atlanta, 12 de agosto de 2023) foi um físico e pesquisador brasileiro, membro titular da Academia Brasileira de Ciências na área de Ciências Físicas desde 14 de junho de 2000.

## Biografia

### Carreira acadêmica
Formou-se no curso de Física na Universidade Federal de Minas Gerais (UFMG) em 1963. Posteriormente no ano de 1966 concluiu seu mestrado na Universidade de São Paulo (USP). Seu doutorado ocorreu no ano de 1973 na Universidade Grenoble-Alpes, na França.
Foi professor titular na Universidade Estadual de Campinas (UNICAMP), onde desenvolveu uma série de atividades em relação ao Instituto de Física Gleb Wataghin (IFGW) e recebeu prêmios como o Prêmio Zeferino Vaz em 1991. Foi professor da Universidade Estadual do Norte Fluminense (UENF). Foi condecorado com a comenda da Ordem Nacional do Mérito Científico.